# Youssouf Fofana
Youssouf Fofana (Paris, 10 de janeiro de 1999) é um futebolista profissional francês que joga como meio-campista do Milan, e da seleção francesa.

## Carreira
Fofana começou sua carreira em várias academias de juniores em Paris, antes de ingressar na academia de juniores de Estrasburgo em 21 de fevereiro de 2017. Ele fez sua estreia profissional com o Strasbourg na derrota por 2 a 0 na Ligue 1 para o Lyon em 24 de agosto de 2018.
Fofana jogou sua última partida pelo Estrasburgo em 25 de janeiro de 2020, em uma vitória por 3 a 1 fora de casa sobre o Mônaco . Quatro dias depois, ele foi contratado pelo Mônaco por € 15 milhão, e fez sua estreia em 1º de fevereiro, jogando 71 minutos de uma derrota fora de casa por 3–1 para o Nice . 
Youssouf Fofana nasceu em 10 de janeiro de 1999 em Paris . Ele é descendente de Mali, foi convocado pela França de sub-19 a sub-21 .
Em 15 de setembro de 2022, Fofana recebeu sua primeira convocação para a seleção da França, para duas partidas da Liga das Nações da UEFA .

## Títulos
Strasbourg
- Copa da Liga Francesa: 2018–19

Milan
- Supercopa da Itália: 2024